# Triángulo de Formosa
El Triángulo de Formosa es una región de unos 5 millones de km² en el océano Pacífico entre las islas Gilbert, Taiwán y el atolón Wake.
Allí se supone que los barcos desaparecen en circunstancias misteriosas.
Según el escritor Muhammad Isa Dawud, en esta zona hay una gran actividad de jinn (genios incorpóreos).
El nombre no es conocido por los habitantes del área, ni aparece en los mapas náuticos.